# Мархачан
Мархачан — река в Якутии, левый приток Лены. Длина реки — 248 км, площадь водосборного бассейна — 4350 км².
Начинается в термокарстовой области вблизи истоков Чыны (притока Синей). Течёт в общем южном направлении параллельно Мархе через лиственничную тайгу. Пойма реки поросла кустарником. В нижнем течении на реке есть шесть бродов. Впадает в Лену в 1914 км от её устья по левому берегу в урочище Остров Рассоленский ниже села Марха. Выше устья Киенестира ширина реки составляет 20 метров, глубина — 1,2 метра. Скорость течения в низовьях равна 1 м/с.
Долина реки расположена на территории Алданской антеклизы. От устья Мархачана до села База-Чуран вдоль Лены залегают кембрийские отложения толщиной около 70 метров, в которых найдены трилобиты таксонов Protolenus, Bergeroniaspis, Dolichometopinae, Binodaspis; породы долины реки представлены битуминозными доломитами, в них присутствуют трилобиты Protolenus, Paramicmacca, Dolichometo pinae. Вблизи устья реки расположена палеолитическая стоянка.
Вода реки бурого цвета весной, в остальное время — прозрачная. Ихтиофауна представлена ленком и хариусом. Река относится к маршрутам 3 категории сложности из-за обилия перекатов. Название реки происходит от эвенкийского марха — «кустарник».

## Притоки
Объекты перечислены по порядку от устья к истоку.
- 11 км: Киенестир
- 22 км: Бырджыгынас
- 26 км: Бас-Юрэх
- 57 км: Хас-Эселях
- 73 км: Улахан-Эгэлях
- 111 км: Улэгир
- 126 км: Бес-Юрях 1-й
- 132 км: Сомог
- 158 км: Ус-Кубачай
- 161 км: Маганы-Юрях
- 174 км: Уот-Сиебит
- 182 км: Кыра-Юрэге-Тюсер
- 185 км: Тёгюрюк-Курунг
- 191 км: Нюргу-Юрях
- 204 км: Кыра-Юрях

## Данные водного реестра
По данным государственного водного реестра России относится к Ленскому бассейновому округу. Код водного объекта — 18030500112117200030593.